# Ruhr-story

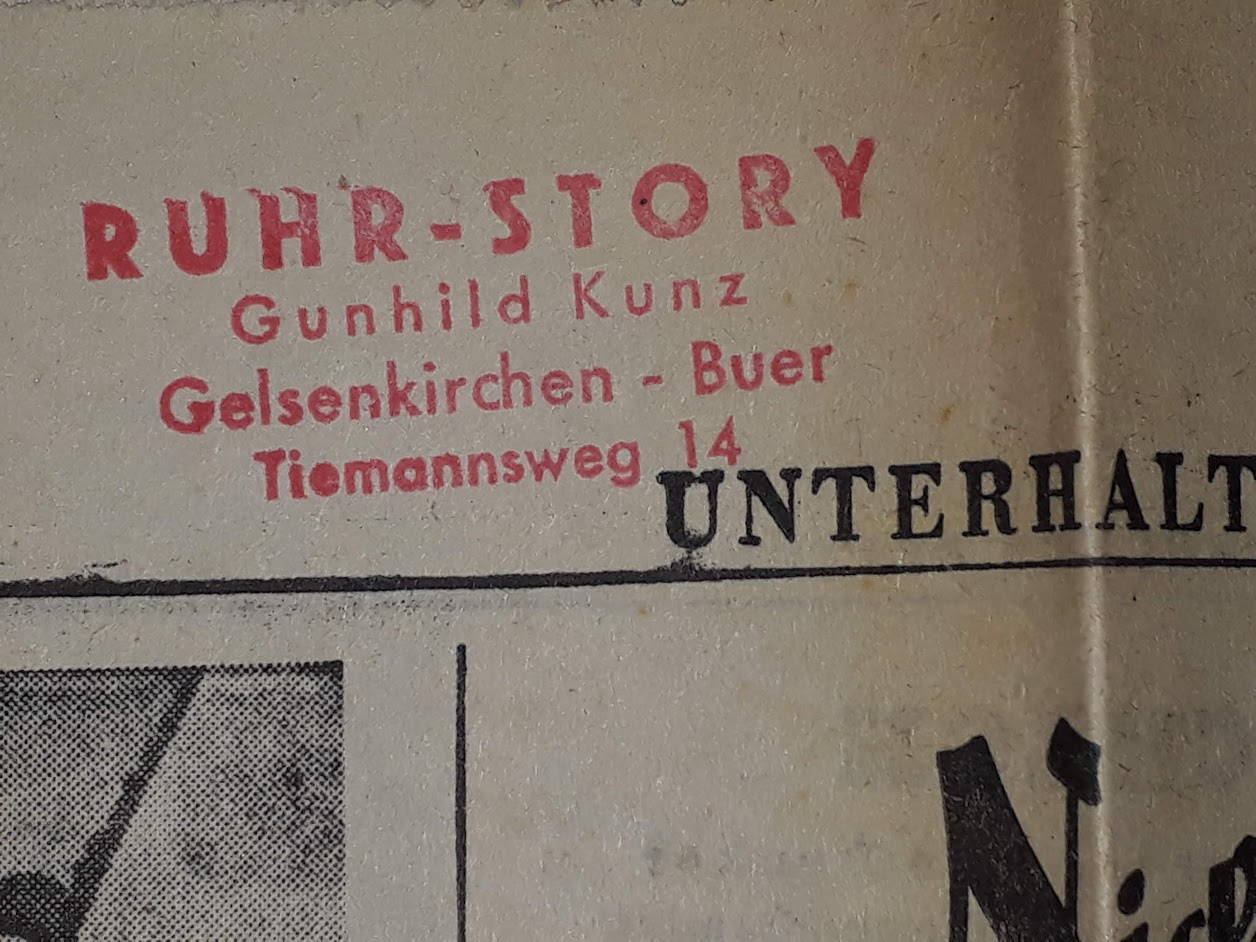
Ein Stempel der Agentur ruhr-story auf einer Zeitung

Die Ruhr-story war eine Agentur in Gelsenkirchen, welche das Verwertungsgeschäft literarischer Texte in Zeitschriften und Zeitungen für deren Autoren übernahm.
Die von dem Ehepaar Gunhild und Ernst-Adolf Kunz betriebene Agentur war in den 1950er bzw. 1960er Jahren tätig und betreute Autoren wie Heinrich Böll, Siegfried Lenz, Paul Schallück, Milo Dor, Reinhard Federmann, Teofila Reich-Ranicki, Josef Reding, Josef Eberle, Günter Grass und Ilse Aichinger. Mit Gunhild Kunz war Heinrich Böll gut befreundet.